# 刀鯰
刀鯰為輻鰭魚綱鯰形目北非鯰科的其中一種，分布於亞洲泰國湄南河流域，體長可達20公分，棲息在底層水域，屬肉食性，以昆蟲、甲殼類等為食，已滅絕。